# Neobrachychilus consobrinus
Neobrachychilus consobrinus là một loài bọ cánh cứng trong họ Cerambycidae.